# Юрій Харевич
Юрій Харевич (16?? — 17??) — український політичний діяч, дипломат часів Гетьмана Івана Мазепи.

## Життєпис
Виходець із Правобережжя. На початку 1690-их рр. уперше згадується в документах як посланець Івана Мазепи. Він їздив з листами, повідомленнями від українського гетьмана до Москви (1691 р.), Запорозької Січі (1691, 1708 рр.), Казикермену (1691 р.) Також йому доручались і господарські справи. Він, наприклад, був дозорцем «Конотопських млинів панських». Уже тоді Юрій Харевич став значним військовим товаришем.
У серпні-вересні 1708 р. він возив жалування запорожцям. Посланник передав соболі з відрізаними щоками, що визвало невдоволення отамана кисляківського куреня. Обурені запорожці прикували Юрія Харевича до гармати і «за бороду дерли і вимовляли йому, що як він приїхав в Переволочну, не дав їм знати і не дочекався їх й поїхав до Січі» Можливо, все це було розігране для Ф. Дурова, московського посланця, аби той передав своїм урядовцям, як треба шанувати запорожців. Тоді ж, Юрій Харевич передав запорізьким козакам прохання Івана Мазепи, «щоб вони, запорожці йшли до нього, гетьмана, на допомогу, коли він їх вимагати буде, і запорожці, в тому його гетьмана, обнадіяли».